# Risto Antunović
Risto (Rista) Antunović (srbsko Риста Антуновић — Баја), srbski politik in častnik, * 25. junij 1917, † 6. januar 1998.

## Življenjepis
Marca 1940 se je pridružil KPJ in postal sekretar Okrožnega komiteja SKOJ za Leskovac. Po aprilski vojni je bil ujet kot rezervni častnik in poslan v vojnoujetniško taborišče v Nemčiji. Oktobra 1942 je med transportom v Bolgarijo pobegnil iz vlaka in se priključil Jablaniškemu odredu. Med vojno je nato bil pomočnik političnega komisarja odreda, sekretar okrožnega odbora, poveljnik Južnomoravske cone in komandant 21. divizije.
Po vojni je imel številne politične funkcije: postal je minister za trgovino LR Srbije, član Izvršnega sveta Ljudske skupščine Srbije, član Zveznega izvršnega sveta, 1957 član Izvršnega komiteja CK SK Srbije, član Centralnega komiteja ZKJ, sekretar Mestnega komiteja Beograda, organizacijski sekretar IK CK ZK Srbije...
Umrl je leta 1998 in bil pokopan v Aleji narodnih herojev na beograjskem Novem pokopališču.

## Odlikovanja
- Red narodnega heroja
- red ljudske osvoboditve
- Red republike